# Station Brumunddal
Station Brumunddal is een station in Brumunddal in de gemeente Ringsaker in fylke Innlandet in Noorwegen. Het stationsgebouw dateert uit 1894 en is een ontwerp van Paul Due.
Brumundal wordt bediend door lijn R10 die rijdt tussen Skien en Lillehammer. Daarnaast stoppen enkele treinen van lijn 21, de intercity tussen Oslo-S en Trondheim-S in Brumunddal.